# Стольберг, Каарло Юхо
Ка́арло Ю́хо Сто́льберг (фин. Kaarlo Juho, рожд. Карл Ю́хан Сто́льберг, швед. Carl Johan Ståhlberg; 28 января 1865, Суомуссалми — 22 сентября 1952, Хельсинки) — финский государственный и политический деятель, первый президент Финляндии.

## Биография
|  |
|  |

Родился в семье пастора, по национальности — швед. Начал обучение в средней школе в Лахти, но после смерти отца его семья, оказавшаяся в сложном финансовом положении, переехала в Оулу. В 1889 году получил степень бакалавра права в Императорском Александровском университете в Хельсинки, там же в 1893 году окончил докторантуру, а в следующем году стал доцентом.
Доктор обоих прав.
В 1893 году женился на Ирене Вяльберг, от которой у Стольберга было шесть детей.
В 1898—1903 — секретарь сената, в 1914—1915 — председатель парламента. В 1908—1918 — профессор административного права университета в Хельсинки. В 1917 году стал председателем Конституционного Совета, перед которым стояла задача разработать модель будущего государственного устройства для обретшей независимость Финляндии. Во время этой деятельности поддерживал идею введения республиканской формы правления. В 1918 году стал первым председателем Высшего Административного суда.
В 1919—1925 — первый президент Финляндии. На выборах Президента был поддержан Национальной прогрессивной партией и Аграрной лигой, набрав 143 голоса и опередив своего соперника Густава Маннергейма, получившего 50 голосов.
В политической сфере поддерживал умеренные социально-экономические реформы, направленные на формирование буржуазной республики. Как президент помиловал большинство участников революционного движения, уравнял профсоюзы в правах с работодателями, инициировал земельную реформу. Содействовал заключению мирного договора с РСФСР.
В 1925 году отказался от переизбрания на пост президента. В 1930—1933 снова избирался депутатом парламента. В октябре 1930 года вместе с женой был похищен членами фашистской организации, намеревавшимися переправить их на советскую территорию, но вскоре был освобождён.
В 1931 году был кандидатом от Национальной прогрессивной партии на президентских выборах, где проиграл победителю лишь два голоса в третьем туре. На президентских выборах 1937 года занял третье место. В 1946 году стал советником Президента Финляндии Юхо Кусти Паасикиви.

## Личная жизнь
В 1920 году женился на Эстер Халльстрём (первая жена Стольберга умерла в 1917 году).